# Secularizarea averilor bisericești

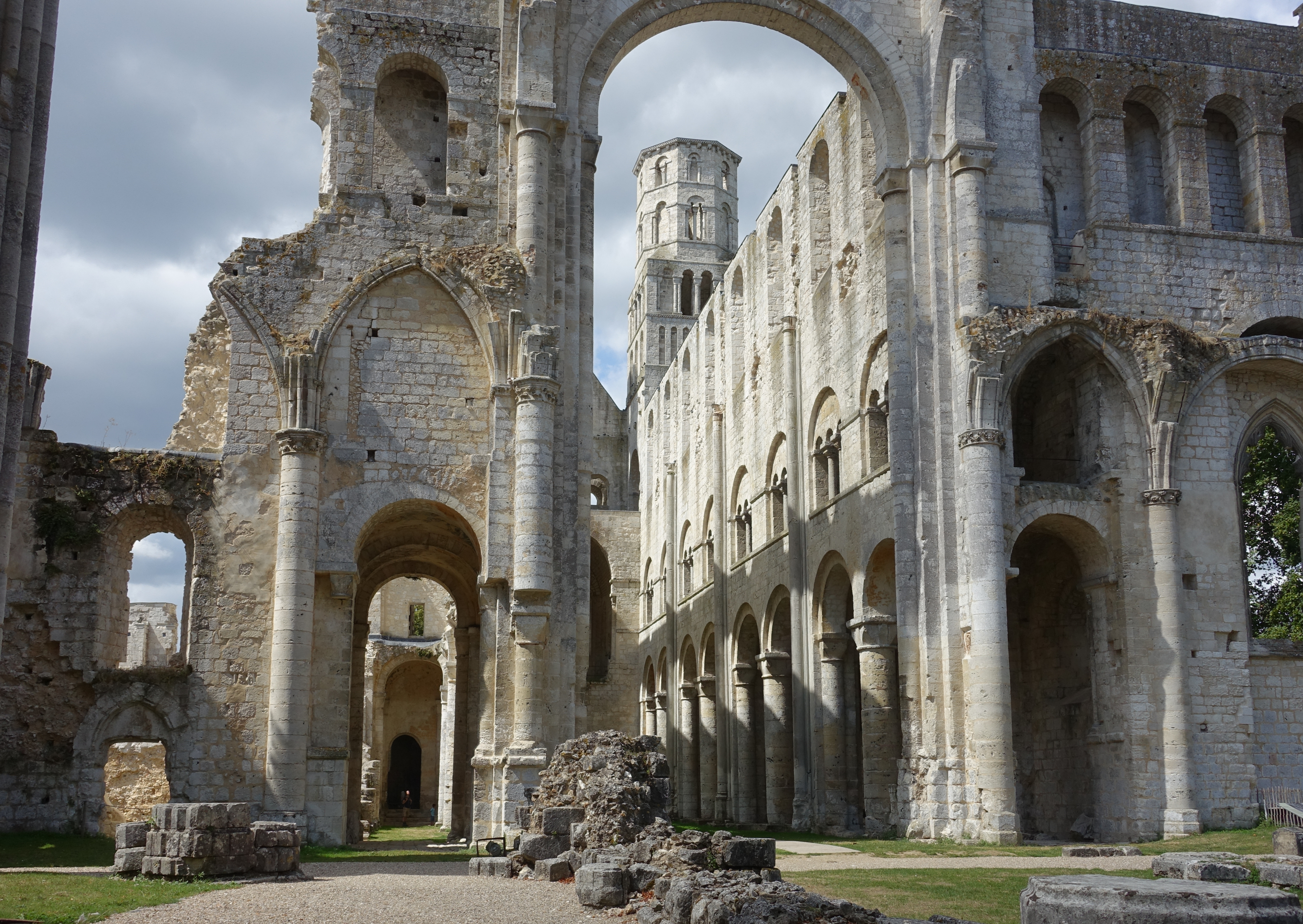
Ruinele Abației Jumièges, Franța

Secularizarea proprietăților bisericești (din latină saecularisatio) este actul juridic prin care  bunurile ecleziastice sunt trecute în proprietatea statului. De-a lungul timpului au existat mai multe valuri de secularizări. În România cea mai mare expropriere de bunuri bisericești a fost secularizarea averilor mănăstirești, dispusă de Alexandru Ioan Cuza în 1863.

## Germania

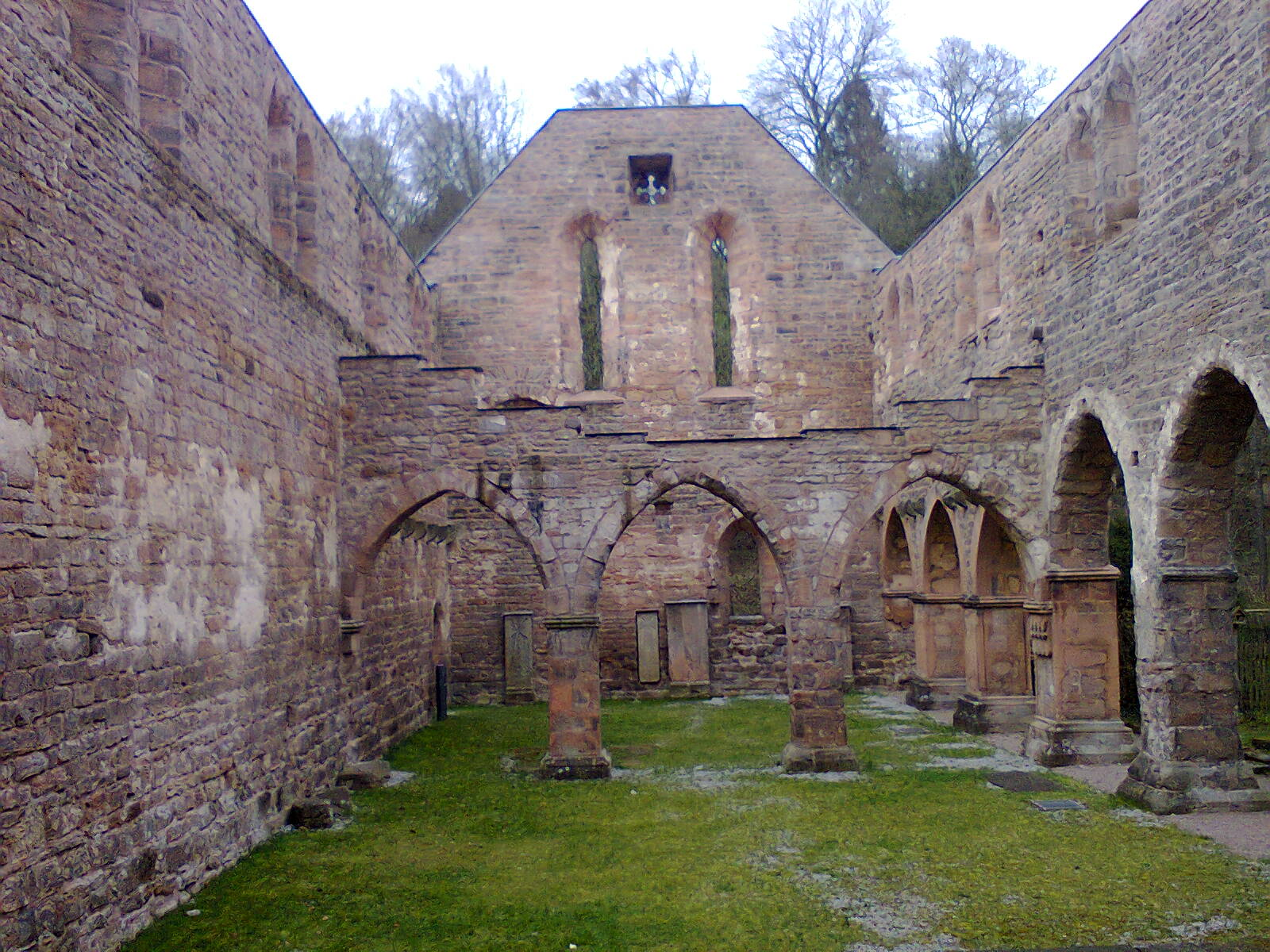
de, secularizată în 1534.

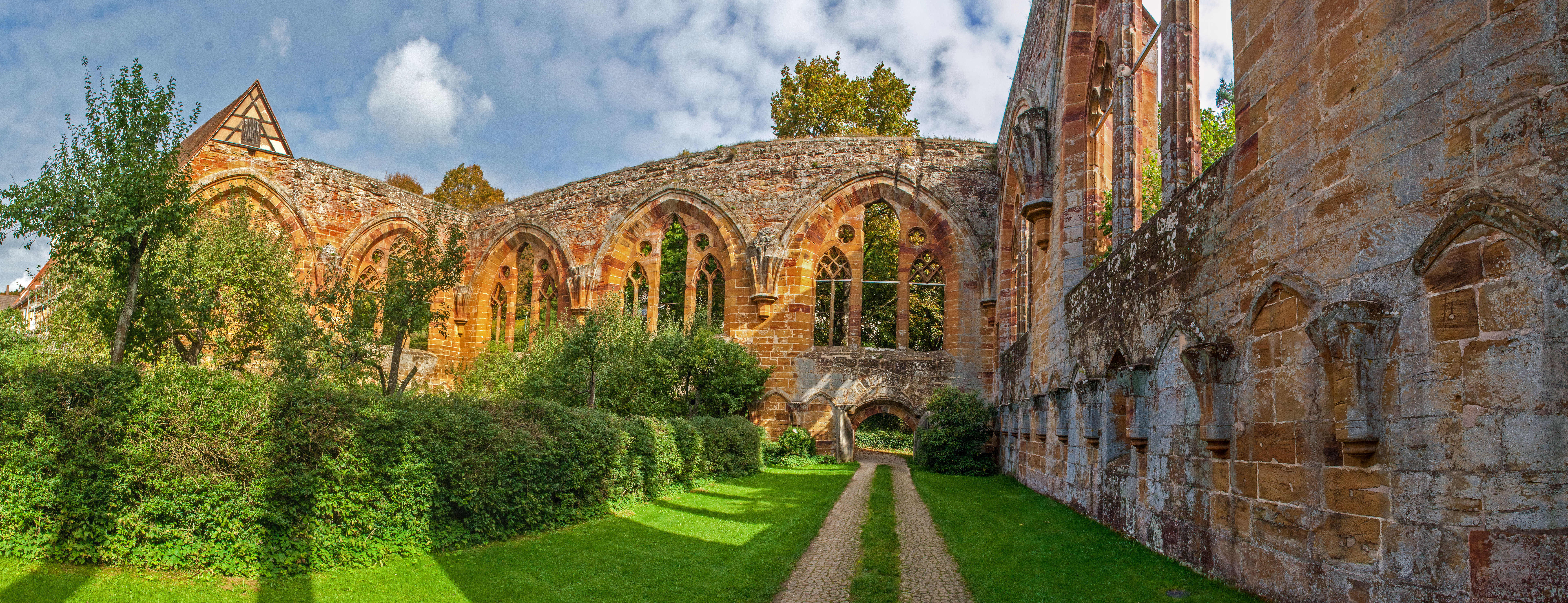
de, secularizată în 1563.

### 1539
În contextul reformei protestante principii care au adoptat confesiunea luterană au procedat la secularizarea bunurilor bisericești și au redirecționat veniturile aferente la bugetul de stat. Acest lucru s-a întâmplat mai ales în teritoriile din nordul Germaniei, de exemplu în Principatul Saxoniei.

## Franța

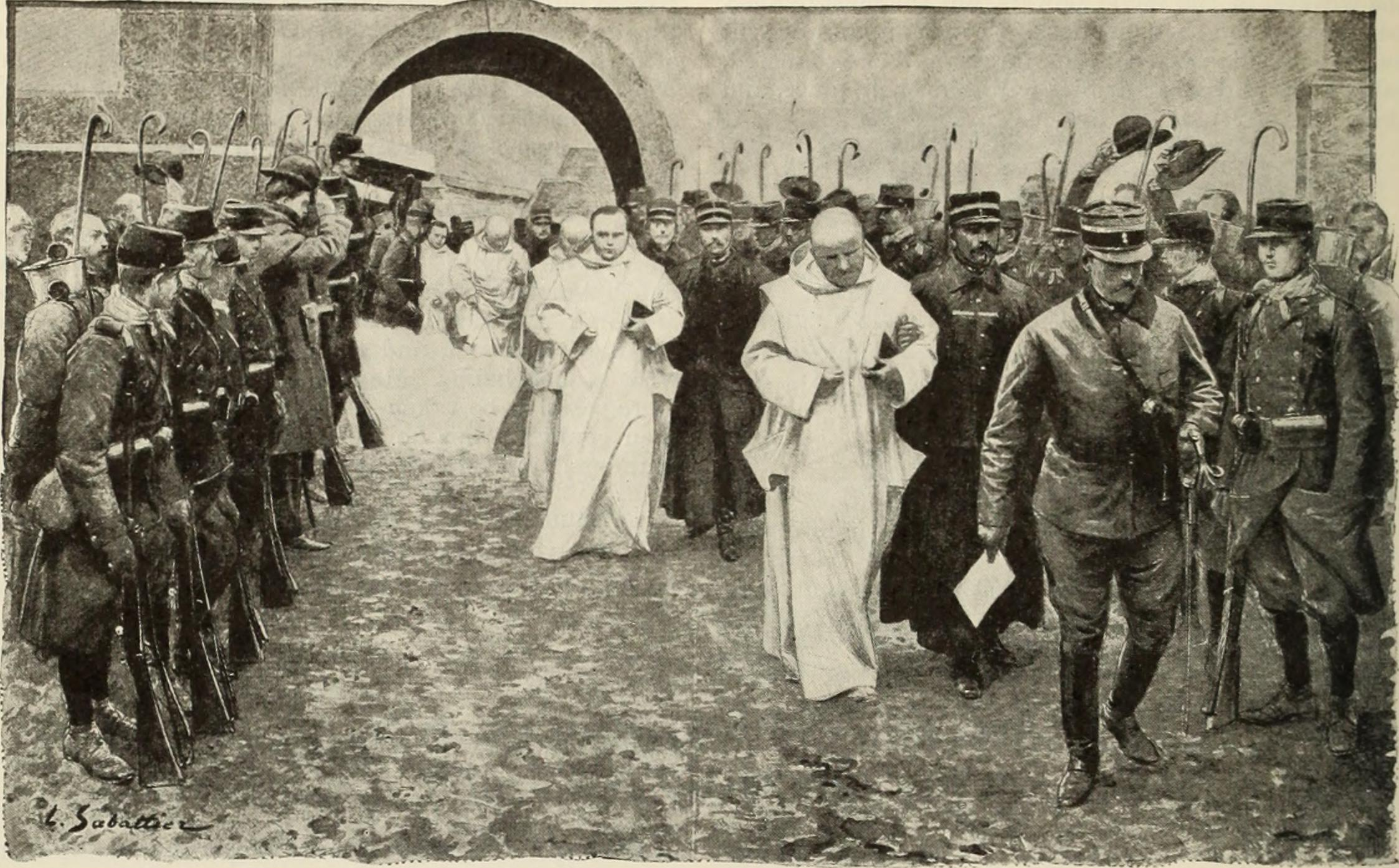
29 aprilie 1903: Călugării sunt scoși cu forța din mănăstirea en. În spatele cordonului militar mai multe persoane își exprimă respectul pentru călugări, ridicându-și pălăriile.

### 1903
Statul a dispus desființarea mănăstirilor din Franța, fapt care a dus la un exod masiv al călugărilor și călugărițelor în Belgia, dar și în Italia, Spania și în Regatul Unit.